# 大屋敦
大屋 敦（おおや あつし、明治18年（1885年）9月5日 - 昭和45年（1970年）8月18日）は、日本の実業家。住友化学工業社長を務めた。
大審院判事を務めた永井岩之丞の六男。姉・夏子は内務官僚・平岡定太郎の妻（作家三島由紀夫の祖母）。

## 経歴
東京に父・岩之丞、母・高のもとに6番目の子として生まれた。きょうだいは同じ父母の下に全部で12人。岩之丞は裁判官で、大審院の判事だった。高は常陸宍戸藩主松平頼位の娘で、家の格式は高いが小藩のため維新後は貧乏華族の一つであった。なお、母の生母は“第二夫人”だった。
1885年9月、尋常小学校2年のとき、大屋釛三郞の養子に入り、苗字が永井から大屋に変わった。
1910年（明治43年）東京帝国大学工科大学電気工学科卒業。逓信省電気局技師から住友総本店に入り、日本板硝子取締役、住友合資の経理部長、総務部長を経て住友化学専務となり、1941年（昭和16年）社長。ほかに住友アルミニウム製錬社長・会長、住友本社理事、軍需省顧問なども歴任した。戦後、1948年（昭和23年）住友ベークライト会長、気象協会会長、科学技術庁顧問を兼ねた。

## 家族
- 実父・永井岩之丞 ‐ 大審院判事。幕臣・三好長済の子、幕臣・永井尚志の養子。
- 母・高‐松平頼位と側室（新門辰五郎の姪）の娘
- 兄・永井壮吉 ‐ 軍人、上野東照宮宮司。娘婿に岡田五郎。
- 姉・平岡なつ(1876-)  ‐ 平岡定太郎の妻。子に平岡梓。孫に三島由紀夫、平岡美津子、平岡千之。[4]
- 兄・永井亨 (1878-) ‐ 協調会常務理事。東京帝国大学法科大学卒。元農商務省参事官、鉄道省経理局長。岳父に土岐頼徳。娘婿に岡田修一。[5]
- 兄・永井啓 (1880-) ‐ 第一銀行支店長。東京帝大法科大学卒。娘婿に小菅丹治。[6]
- 兄・永井繁 (1883-) ‐ 造幣局長。東京帝大法科大学卒。子に永井三明。[7]
- 妹・鐘 (1887-)  ‐ 海軍技術中将・磯崎清吉の妻。子に磯崎叡。[8]
- 妹・順 (1891-)  ‐ 横山英太郎の妻[9]
- 妹・清 (1893-)  ‐ 田中千吉の妻[10]
- 養父・大屋釼太郎
- 妻・葉 ‐ 石渡敏一の二女。学習院女学部出身。[11]
- 叔父・三好晋六郎 ‐ 実父の弟

## 著書
- 『産業人の原子力教室』
- 『産業一路』

などがある。